# Michael Eugene Belt
Michael Eugene Belt (Syracuse, New York, 1957. szeptember 9. –) amerikai űrhajós, főtörzsőrmester.

## Életpálya
Az Amerikai hadsereg tiszthelyettese, a Department of Defense (DoD) program, a katonai hírszerzés speciális szakembere.
1988. szeptembertől a Lyndon B. Johnson Űrközpontban részesült űrhajóskiképzésben. Űrhajós pályafutását 1991. december 1-jén fejezte be. Üzletemberként dolgozik.

## Tartalék személyzet
STS–44, az Atlantis űrrepülőgép 10. repülésén  a küldetés rakományfelelőse. A TERRA SCOUT program speciális szakembere, Thomas John Hennen tartalékja.